# Langwith, North Yorkshire
Langwith var en civil parish från 1866 till 1935 då den blev en del av Heslington, i grevskapet East Riding of Yorkshire (nu North Yorkshire), i England. Civil parish var belägen 6 km från York och hade 45 invånare år 1931. Byn nämndes i Domedagsboken (Domesday Book) år 1086, och kallades då Languelt.